# Discman
A Discman a Sony első hordozható CD lejátszója volt D-5/D-50 típusszámmal. 1984-ben került piacra és 1999-ig ez maradt a Sony teljes hordozható CD lejátszó-termékskálájának a márkaneve. 1999-ben az egész "Walkman" termékskálát újratervezték és a hordozható CD lejátszókat ezután a CD Walkman márkanév alatt hozták forgalomba.

## Eredeti fejlesztés
Az 1979-ben útjára indított Walkman sikerén felbuzdulva, a Sony vezetői a CD technológiában látták meg a következő nagy lehetőséget. Ahhoz, hogy a technológiát a nagyközönség számára is elérhetővé tehessék, a vállalat elindította a "CDCD" (Compact Disc Cost Down - CD költségcsökkentés) projektet, melynek célja az volt, hogy a cég első CD lejátszó modelljének, a CDP-101 alkatrészeinek számát és méretét 1/10-re tudják csökkenteni.
Ahogy a fejlesztési projekt közeledett a célja felé, felmerült, hogy akár hordozható változat is készülhet belőle. Ennek a célnak a demonstrálásra készítettek a mérnököknek fából egy 13,4 x 13,4 x 4 cm-es modellt, ami megegyezett 4 db egymásra helyezett CD-tokkal.
A végső változat nem tartalmazott sem beépített tápegységet, sem elemtartót, ill. akkumulátort. Ehelyett, az EBP-9LC típusszámú hordtáskában volt 6 db tölthető, ill. cserélhető bébielem (C) méretű akkumulátor. A készülék működtethető volt faliadapterrel, hálózati feszültségről is. Az AC D50 vonalas kimenettel is rendelkezett két RCA csatlakozó formájában. Súlya 590g volt.

## Forgalmazás
A D-50/D-5 1984 novemberében került piacra. Funkciói nagyjából megegyeztek a CDP-101-es készülék funkcióival, de nem volt használható távirányítóval és nem volt ismétlés funkciója sem. Kiskereskedelmi ajánlott ára 49.800,00 Yen volt, ami akkor USD 350-nek felelt meg. Ez a CDP-101 árának fele volt. A következő 15 évben a Sony évente több modellt is piacra dobott a márkanév alatt, egészen az 1999-es jubileumi évig, amikor tisztelgésül az akkor 20 éves Walkman előtt, az egész termékskálát a "Walkman" márkanév alá rendezték. A hordozható kazetta- és CD-lejátszók egészen az Apple iPod hozta MP3 médialejátszók forradalmáig népszerűek maradtak, ez utóbbiak elterjedésével azonban gyorsan eltűntek.